# Autoprotetto S37
 Autoprotetto S37  (итал. FIAT-SPA S37; немецкое обозначение gep.M.Trsp.Wg. S37 250(i)) — бронетранспортер итальянского производства времен Второй Мировой войны.

## История создания
В Италии работа по созданию собственного БТР началась в 1941 году. Генштаб, рассмотрев несколько проектов, выбрал проект фирмы FIAT, конструктора которой разработали бронетранспортер на базе полноприводного грузовика FIAT AS37. Строительство первого прототипа была закончено в 1941 году. После успешных испытаний в 1942 году началось производство S37. До конца 1942 года было построено 150 экземпляров. БТР мог перевозить до 8 солдат десанта или 1 тонну полезной нагрузки. Основная масса S37 отправилась на Североафриканский театр военных действий Второй мировой войны. В сентябре 1943 года после капитуляции Королевства Италии часть этих бронетранспортеров досталась немцам. Некоторая их часть прослужила до конца войны в Северной Италии и Югославии, участвуя в антипартизанских операциях.